# جون لاري كيلي جونيور
جون لاري كيلي جونيور (بالإنجليزية: John Larry Kelly)‏ هو فيزيائي أمريكي، ولد في 1923 في كورسيكانا في الولايات المتحدة، وتوفي في 1965 في مانهاتن في الولايات المتحدة بسبب نزف مخي.